# 我的野蛮女友2
《我的野蛮女友2》（英語：My Sassy Girl 2）是中国大陆爱情喜剧片，导演马伟豪，主演立威廉、熊黛林、何炅、黄宗泽、冯媛甄。

## 剧情
该片讲述健宇、尚真、杨过、永真等青年男女的爱情喜剧故事。

## 演出
| 演员   | 角色     | 配音   | 备注                         |
| 熊黛林 | 尚真     | 杨梦露 | 健宇野蛮的女友、杨过的前女友 |
| 立威廉 | 健宇     | 谢添天 |                              |
| 黄宗泽 | 杨过     | 吴磊   | 尚真的前男友                 |
| 何炅   | 何志凯   | 他自己 | 内衣公司职员，爱上永真       |
| 冯媛甄 | 永真     | 张安琪 | 尚真的表妹，跆拳道馆担任教练 |
| 潘时七 | 小柔     | 詹佳   |                              |
| 许绍雄 | 小柔她爹 | 桂楠   |                              |
| 张佳楠 | 菲菲     | 冯骏骅 |                              |

## 制作
编剧崔锡珉、金浩植均来自韩国。导演马伟豪来自香港。
2010年1月4日，该片在广东省广州市开机。

## 曲目
- 《无声的电影》，演唱：芳子
- 主题曲《我爱你》，演唱：熊黛林、立威廉
- 片尾曲《可不可以做你男朋友》演唱：朱一玮

## 上映
该片2010年11月5日在中国大陆上映，2011年7月1日在韩国上映。

## 票房
该片前两天票房超过400万元，首周末票房超过1000万元，票房榜第二名。